# کاترینهولم
شهر کاترینهولم (به سوئدی: Katrineholm) در ناحیه شهری کاترینهولم در کشور سوئد واقع شده‌است. جمعیت این شهر ۲۱٬۹۹۳ نفر است.